# أندريا جيالومباردو
اندريا جيالومباردو (بالإيطالية: Andrea Giallombardo)‏ (19 أغسطس 1980 بروما في إيطاليا - ) هو لاعب كرة قدم إيطالي في مركز الدفاع. لعب مع نادي أسكولي ونادي بارما ونادي بيروجيا ونادي روما ونادي فوجيا ونادي كاتانيا ونادي لاتسيو ونادي ليفورنو ونادي مسينا ونادي فياريجو ولاتينا كالتشيو ونادي غوبيو ونادي غروسيتو.

## روابط خارجية
- اندريا جيالومباردو على موقع قاعدة بيانات كرة القدم.إي يو (الإنجليزية)
- اندريا جيالومباردو على موقع AS.com (الإسبانية)